# Crotalus pusillus
Crotalus pusillus là một loài rắn trong họ Rắn lục. Loài này được Klauber mô tả khoa học đầu tiên năm 1952.